# Robert Quiroga
Robert Quiroga (* 10. Oktober 1969 in San Antonio, Texas; † 16. August 2004 ebenda) war ein US-amerikanischer Boxer und IBF-Weltmeister im Superfliegengewicht.

## Boxkarriere
Quiroga wurde im Dezember 1989 US-Meister und gewann im April 1990 den WM-Titel der IBF im Superfliegengewicht durch Punktesieg gegen Juan Polo Pérez. Bis Juli 1992 verteidigte er den Titel gegen Vuyani Nene, Vincenzo Belcastro, Akeem Anifowoshe, Carlos Mercado und José Ruíz Matos, wobei sein Kampf gegen Anifowoshe vom Ring Magazine zum „Fight of the Year“ gewählt wurde.
Im Januar 1993 verlor er seinen Titel durch eine K.-o.-Niederlage an Julio César Borboa und beendete nach einer weiteren Niederlage 1995 seine Karriere.

## Privates
Der in der Westside von San Antonio aufgewachsene Robert Quiroga wurde durch seinen Titelgewinn 1990 der erste US-amerikanische Weltmeister im Superfliegengewicht. Nach seiner aktiven Karriere arbeitete er als Autoverkäufer und fand 2002 Aufnahme in die San Antonio Sports Hall of Fame. Am 16. August 2004 wurde Quiroga während einer Auseinandersetzung auf der Party eines Freundes erstochen, der Täter zu lebenslanger Haft verurteilt.
| Vorgänger       | Amt                                                                          | Nachfolger         |
| --------------- | ---------------------------------------------------------------------------- | ------------------ |
| Juan Polo Pérez | Boxweltmeister im Superfliegengewicht (IBF) 21. April 1990 – 16. Januar 1993 | Julio César Borboa |

| Personendaten    | Personendaten           |
| ---------------- | ----------------------- |
| NAME             | Quiroga, Robert         |
| ALTERNATIVNAMEN  | Pikin (Pseudonym)       |
| KURZBESCHREIBUNG | US-amerikanischer Boxer |
| GEBURTSDATUM     | 10. Oktober 1969        |
| GEBURTSORT       | San Antonio, Texas      |
| STERBEDATUM      | 16. August 2004         |
| STERBEORT        | San Antonio             |